# 金城ダム
金城ダム（きんじょうダム）は、沖縄県那覇市にあり、二級河川・安里川に建設された洪水調節のためのダムである。

## 構造
上流部に上池、下流部に下池の二つの貯水池を持ち、それぞれトンネルで結ばれている。これは上池と下池の間にある県指定文化財のヒジ川橋と石畳道を保存する必要があり、また一つの貯水池では貯水量が不足するためである。最高水位もヒジ川橋が水に浸からないように設計されている。手動によるゲート操作などは行われず放水口から自然に流出する流量によって洪水調節が行われる。
基盤地層は掘削に対して不安定な島尻層泥岩であるため、格子状の地中壁からなる小ブロックを基盤地層に食い込ませることによってダムの安定性を確保している。また、島尻層泥岩は地滑りを起こしやすいことから貯水池周辺の斜面に最長28メートルのアンカーが多数打ち込まれ補強されている。
那覇市街地の中にあり首里城と識名園を結ぶ位置にあることから、水と緑と石造りをテーマとして周辺整備が行われた。斜面途中に緑地帯や遊歩道、休憩施設が整備されており市民の憩いの場となっている。また、ダム本体の表面には石垣を模して琉球石灰岩のプレートが貼り付けられており、水際には土が盛られ水生植物が植えられている。

## 歴史
那覇市街地を流れる安里川は中流部の川幅が狭く蛇行しているためしばしば氾濫を起こしていた。特に1961年（昭和36年）の台風23号では死者4名、全壊家屋67戸、半壊家屋186戸の被害を出した。しかしながら流域が住宅密集地であったため川幅を広げる改修は困難であった。このため上流部に洪水調節用のダムを建設することになった。安里川上流部にはもともと沖縄県農業試験場へ水を供給するための金城ダム（堤高14.5メートル、堤頂長80メートルのアースダム）があったが撤去され、新しい金城ダムに置き換えられた。
1977年（昭和52年）に調査が始められ、1988年（昭和63年）に上池が、1991年（平成3年）に下池とダム本体がそれぞれ着工された。工事は1999年（平成11年）12月におおむね完成し試験湛水が始められた。2001年（平成13年）2月13日に竣工式が行われている。総事業費は305億円であった。

## 画像

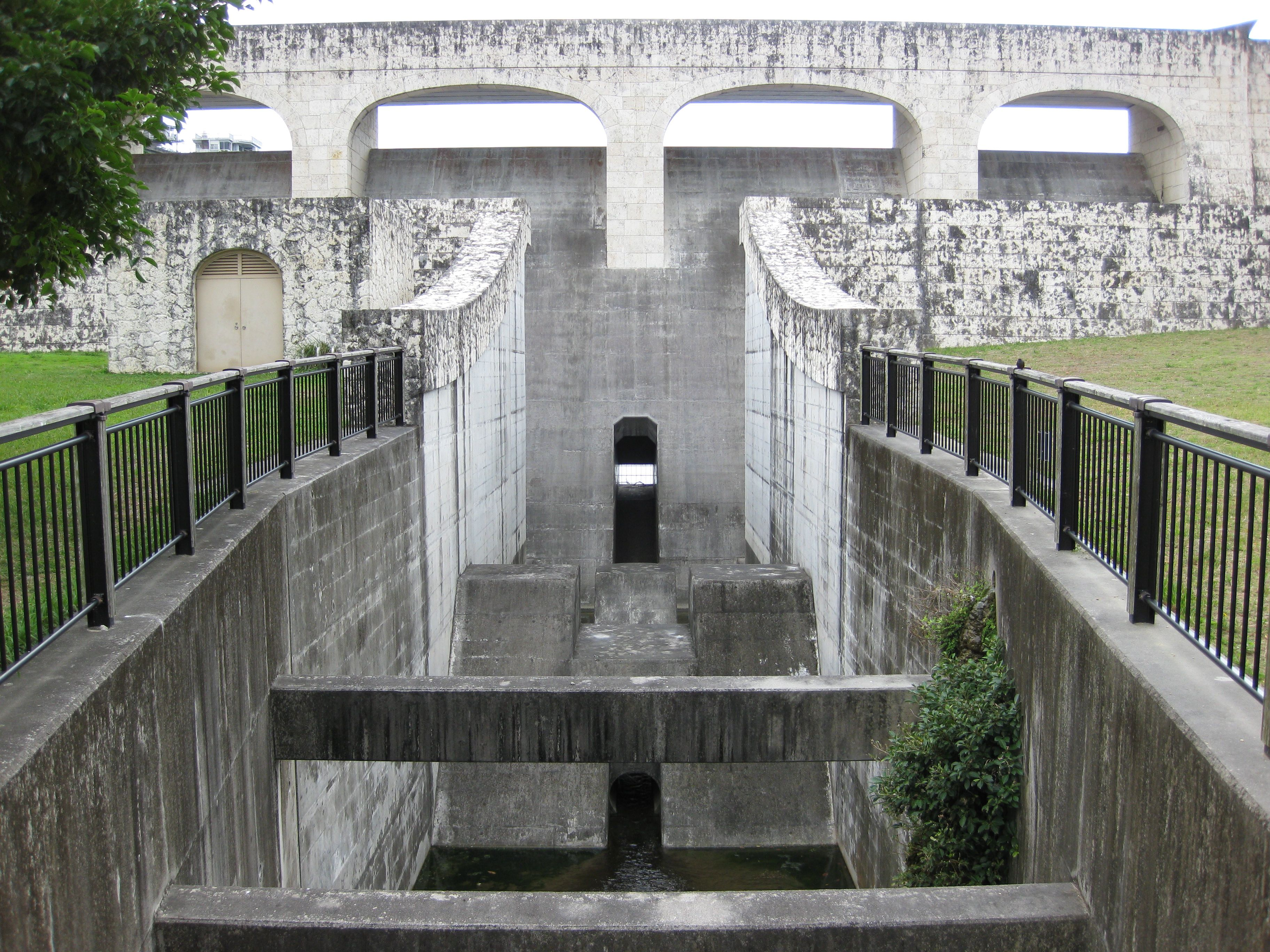
放水口
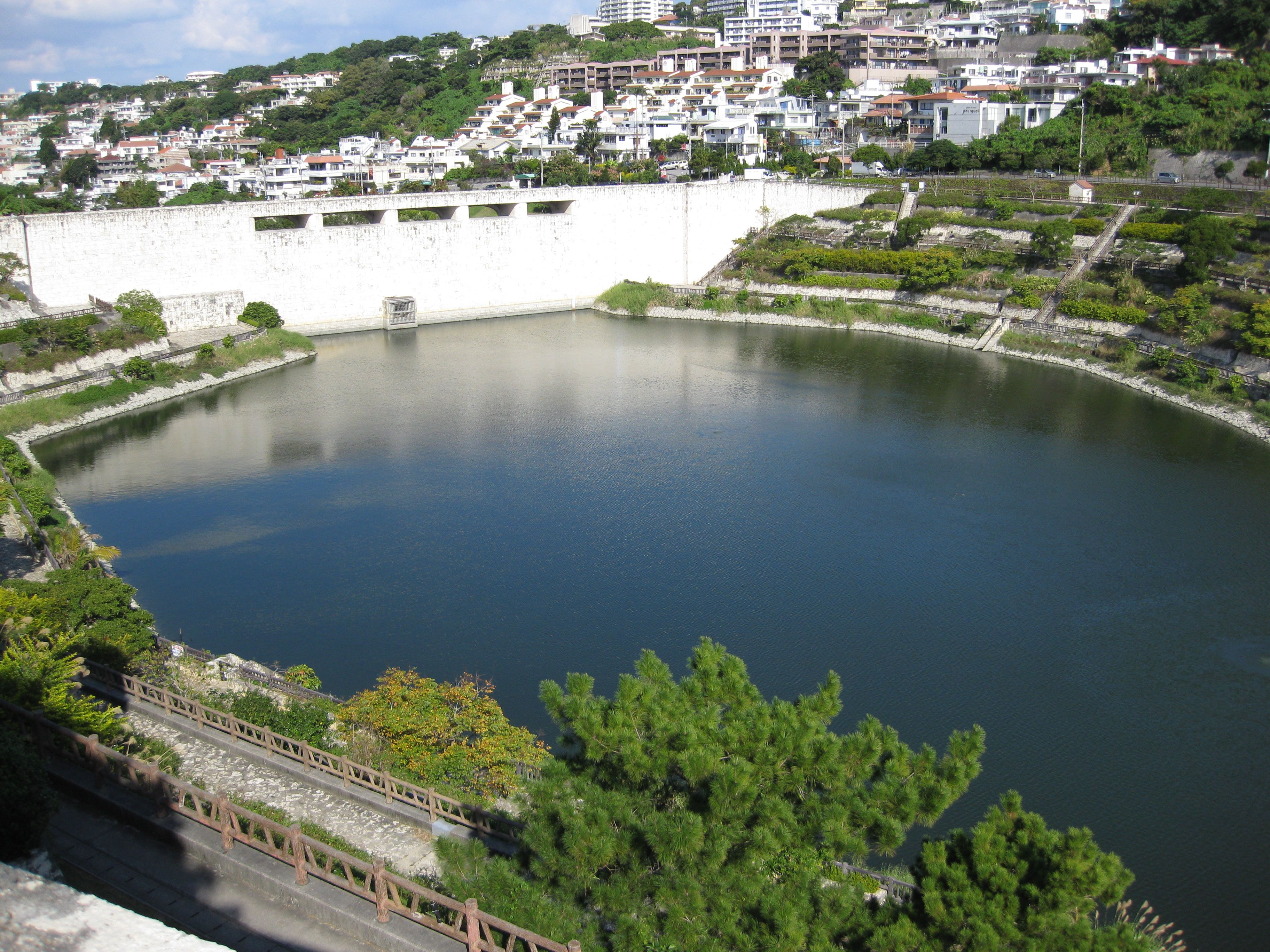
下池
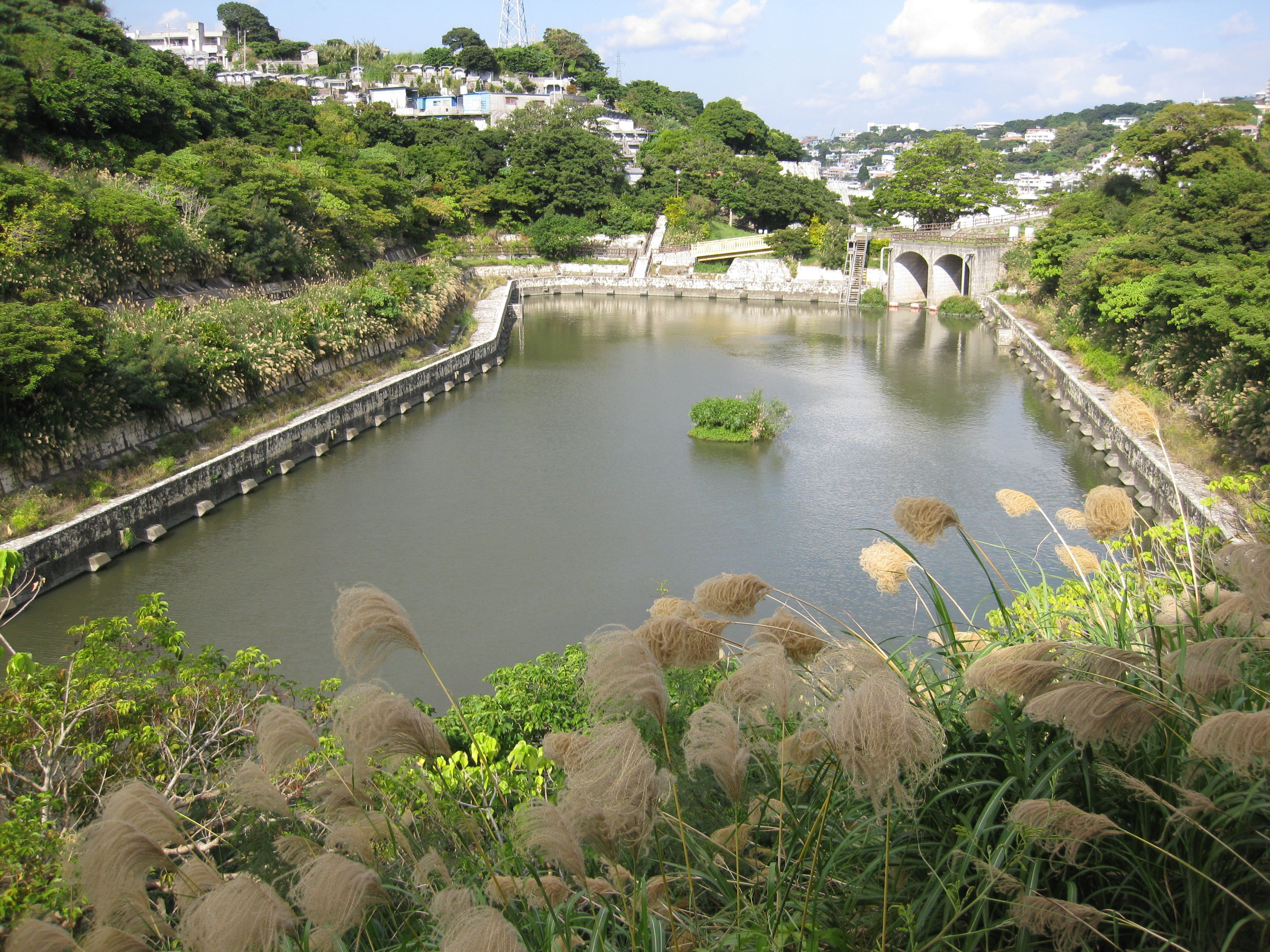
上池
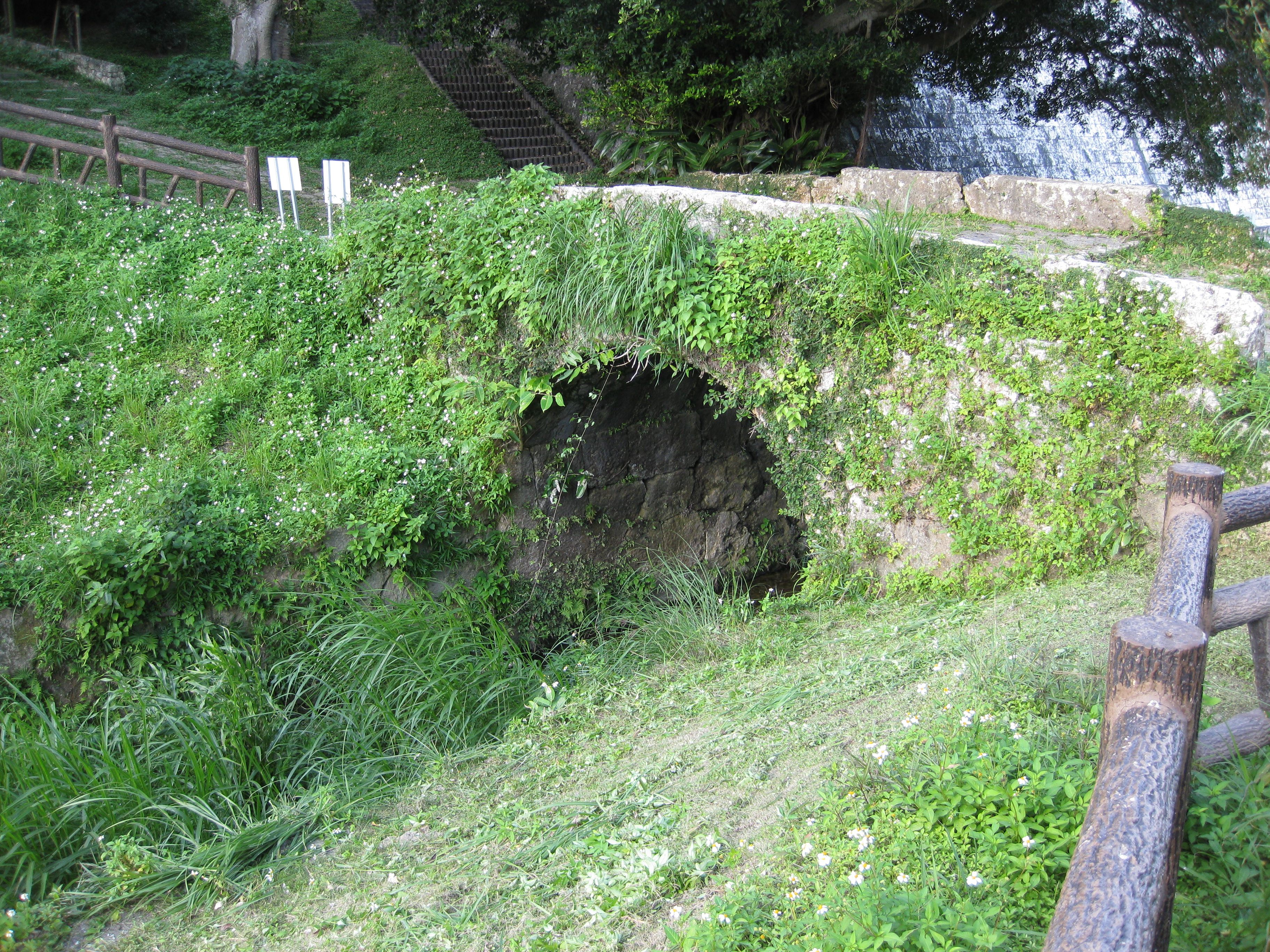
ヒジ川橋